# 牛島廣治
牛島 廣治（うしじま ひろし、1946年（78 - 79歳） - ）は、日本の医師・医学者。東京大学 名誉教授。学位は医学博士（東京大学）。日本大学医学部 病態病理学系微生物学分野 上席研究員。専門は小児科学、ウイルス学、感染症学など。

## 人物・来歴
佐賀県生まれ。1972年東京大学医学部医学科卒業、同年東京大学医学部附属病院 小児科 研修医、1973年都立築地産院 小児科、東京逓信病院 小児科 医員、1975年帝京大学医学部 小児科 助手、1979年アラバマ大学 微生物部 リサーチフェロー、1981年帝京大学医学部 小児科 助手、東京厚生年金病院 小児科 部長、1987年国立予防衛生研究所 外来性ウイルス室・エイズウイルス室・腸内ウイルス室 室長、1991年国立公衆衛生院 衛生微生物学部 部長。
1992年東京大学医学部 保健学科 母子保健学教室 教授、1995年 東京大学大学院医学系研究科 国際保健学専攻 国際生物医科学講座 発達医科学教室 第4代主任教授、2007年東京大学教授退官、東京大学 名誉教授。

## 著書
- 『ウイルス感染症の検査・診断スタンダード 単行本』羊土社、2011年7月1日。ISBN 978-4758120227
- 『臨床と微生物 49巻6号 単行本』近代出版、2022年11月25日。ISBN 978-4874022856

など

## 所属学会
- 日本小児科学会
- 日本ウイルス学会
- 日本感染症学会

など